# Nahum Zolotov
Nahum Zolotov (Varsovia, Polonia; 1926 – Israel; 15 de mayo de 2014) fue un arquitecto israelí y el ganador del Rokach Prize en 1961 y 1973. 

## Biografía
Zolotov nació en 1926 en Varsovia, Polonia y se trasladó con su familia a Tel Aviv en 1935, en aquel entonces bajo el Mandato británico de Palestina, actual Israel. Desde 1939, él trabajaba con el escultor Moshe Sternschuss. Una de las obras más famosas de su colaboración fue el Nitzanim Memorial Building, que fue construido en 1965 en el estilo de brutalismo. El edificio, uno de los más importantes en la historia de la arquitectura israelí, fue dedicado a las víctimas de la Batalla de Nitzanim. Evocó los sentimientos de un soldado luchando para su domicilio, e igualmente un sentido de perdida para los muertos. Un monumento para las víctimas fue construido al lado del edificio por Moshe Sternschuss. 
Después un año de servicio como policía en el Kibbutz HaShofet, Zolotov empezó sus estudios en arquitectura al Technion y terminó en 1950. 
Durante los años 50 y 60, Zolotov se convirtió en uno de los arquitectos más exitosos en Israel del estilo brutalisto, y un pionero en el área de la planificación urbana. En 1958, él hizo un plan para el primero edificio grande en Tel Aviv, cuya dirección fue 77-79 en la calle Yehuda. Este edificio tenía once pisos (un piso comercial, un piso abierto, ocho pisos residenciales, y el piso más alto, donde se situaba la oficina de Zolotov), y contenía el primero supermercado en Israel, fundado por la compañía Supersol. Este fue un gran desarrollo en la carrera de Zolotov: lo ayudó a obtener la nominación para el Rokach Prize de 1961. 
En 1963, él recibió el Rechter Prize para su diseño de una casa de huéspedes a Ein Avdat. 
En 2011, el libro Nahum Zolotov - Architect and City Planner fue publicado por la arquitecta Tula Amir.

## Obras (selección)
- Apartamento y supermercado, calle Ben Yehuda, Tel Aviv, 1958 (Premio de Arquitectura Rokach, 1961)
- Proyectos de vivienda, Ashkelon, 1957
- Edificio de apartamentos, Ashkelon 1959.
- Ejemplo de proyecto de vivienda (con el grupo Arquitectos) de la zona 5 a Beer Sheva, 1959
- Las oficinas de «La Boca de Glilot», Tel Aviv, 1959
- La escuela Ein Gedi 1962
- Centro de visitas, Ein Avdat, 1962 (Premio de Arquitectura Rechter)
- Proyectos de vivienda y la escuela de campo Naot Hakikar 1963
- Centro Memorial y Cultural, Kibutz Nizanim 1965
- La casa de recuperación en los bosques Carmel 1966
- La Gran Sinagoga, Nazaret Ilit 1967
- Sede Shabak, Tel Aviv, 1967 (Premio de Arquitectura Rokach 1973)
- Hospital Privado de 1967, Ramat Aviv
- Cafetería y club de estudiantes (hoy el departamento de Arquitectura), fin de los años 60, l'Université de Tel Aviv, Tel Aviv
- Estación del sur de Tel Aviv, 1970
- La Sinagoga de la unificación de los inmigrantes de Babylone / Irak, Beer Sheva, 1971
- El Delfinario a Tel Aviv, 1978[4]
- La sinagoga del grupo étnico iraquí, Beer Sheva, 1973-1981
- La Casa de la «Experiencia Israelí», ciudad vieja de Jaffa